# ميناآيتك
ميناآيتك وتعرف أيضاً بشركة المثلى لخدمات البرمجيات وهي شركة أردنية متخصصة في تقديم حلول تكنولوجيا الموارد البشرية تمارس نشاطها في منطقة الشرق الأوسط وشمال إفريقيا. تأسست الشركة عام 2003 على يد بشار حوامدة، وتمارس أعمالها من خلال فروعها بأكثر من دولة منها السعودية والأردن ومصر والإمارات والكويت.

## التاريخ
تأسست ميناآيتك على يد بشار حوامدة في عام 2003 بعدد قليل من الموظفين وبرأس مال بسيط، بدأت الشركة مزاولة نشاطها التجاري وتسويق حلول إدارة الموارد البشرية للمؤسسات عام 2004. وكان من أوائل عملائها مجموعة الاتصالات الفلسطينية ومجموعة قنوات الجزيرة القطرية.
بحلول نهاية عام 2007، استحوذت شركة أوبتيمايزا (شركة الفارس الوطنية) على ميناآيتك. وفي عام 2009، أعلن المستثمر حبيب غاوي والذي يشغل حالياً منصب رئيس مجلس الإدارة عن استحواذه على الشركة.
في يونيو 2011، خضعت الشركة لعملية استحواذ كاملة بنسبة 100% من قبل مجموعة من المستثمرين الأردنيين والأجانب، وبنهاية عام 2011، أصبح للشركة فروع في كل من الأردن وسوريا والإمارات العربية المتحدة والمملكة العربية السعودية. سجلت ميناآيتك إيرادات بلغت قيمتها 6 ملايين دولار في عام 2012، وفي نفس العام استحوذت الشركة على شركة الطرق الأولية للبرمجيات (01Tracks) المتخصصة في دعم حلول وأجهزة تقنية المعلومات.
في مايو 2013، وقعت ميناآيتك مع الشركة الكويتية بروكابيتا للاستشارات الإدارية (PROCAPITA) اتفاقية شراكة تهدف إلى تقديم حلول متطورة في مجال الموارد البشرية.
في فبراير 2014، أطلقت ميناآيتك منصة MenaIP وهي أول منصة عربية قائمة على تقنية الحوسبة السحابية تتيح للشركات الصغيرة والمتوسطة استخدام برمجيات تحمل ملكية فكرية من انتاج ميناآيتك. وفي نفس العام، تعدى عدد المستفيدين من أنظمة وبرمجيات الشركة حاجز المليون موظف ينتمون الى حوالي 1200 شركة ومؤسسة في 19 دولة في منطقة الشرق الأوسط وشمال أفريقيا. في فبراير 2016، وقعت ميناآيتك اتفاقية شراكة مع البنك الأردني الكويتي لدمج أنظمة وحلول إدارة الموارد البشرية للشركات الصغيرة والمتوسطة مع نظام بنك الإنترنت للشركات الذي يوفره البنك. في نفس العام، أعلنت ميناآيتك عن توقيع اتفاقية شراكة مع مايكروسوفت الأردن لتقديم حزمة من الحلول المتخصصة في منطقة الشرق الأوسط وشمال أفريقيا.
في مارس 2018، قامت الشركة بإطلاق تطبيقها في إدارة الموارد البشرية عبر الهواتف الذكية. في 2024، وقعت ميناآيتك خلال منتدى تكنولوجيا المعلومات والاتصالات لمنطقة الشرق الأوسط وشمال إفريقيا اتفاقية مع منصة Omnify المتخصصة بالخدمات البنكية والتابعة لشركة Acabes، الذراع التكنولوجية للبنك العربي لخدمات وحلول التكنولوجيا المالية لتوفير مجموعة من الخدمات البنكية (Banking-as-a-Service) لعملاء شركة ميناآيتك.
تمارس الشركة نشاطها حالياً من خلال 7 مكاتب إقليمية وحوالي 2 مليون مستخدم في حوالي 2000 شركة في 19 دولة في منطقة الشرق الأوسط وشمال إفريقيا، ومن بين عملائها مجموعة الاتصالات الفلسطينية ومجموعة قنوات الجزيرة القطرية وماكدونالدز السعودية والأردن، ومجموعة كوت الغذائية وكاسبر آند غامبيني لبنان ومايكروسوفت الأردن والبنك التجاري الأردني والبنك الأردني الكويتي.

## المسؤولية المجتمعية
في فبراير 2012، شاركت ميناآيتك في رعاية حفل تكريم الفائزين بجائزة الملك عبدالله الثاني للعمل الحر والريادة والتي تهدف إلى تشجيع إقامة المشاريع الصغيرة والمتوسطة ورعايتها. في أغسطس، أعلنت ميناآيتك عن رعايتها لمشاركة بطل رفع الأثقال الأردني فيصل همّاش في دورة الألعاب الأولمبية الصيفية 2012 ضمن فئة ذوي الإعاقة. وفي العام التالي، أعلنت ميناآيتك عن رعايتها الفضية لمنتدى تكنولوجيا المعلومات والاتصالات لمنطقة الشرق الأوسط وشمال إفريقيا.
في مايو 2014، وقعت ميناآيتك اتفاقية تعاون مع الصندوق الأردني الهاشمي للتنمية البشرية (جهد) لدعم الصندوق في إعداد برمجيات بوابة التبرعات الوطنية لتسهيل عمل حملة البر والاحسان التي أطلقتها الشركة والهادفة الى مساعدة الفقراء والمحتاجين في دولة الأردن.
أعلنت ميناآيتك عن رعايتها لاستضافة المنتخب الفلسطيني لكرة الطائرة خلال المعسكر التدريبي الذي اجري خلاله عدد من المباريات الودية في عمان.

## وصلات خارجية
- الموقع الرسمي